# 한강 토르소 사건
한강 토르소 사건은 2019년 8월 12일 한강 마곡철교 남단 인근에서 남성의 토막난 몸통이 발견된 사건이다.

## 개요
2019년 8월 12일 오전 9시 15분 경 한강사업본부 직원은  한강 마곡철교 남단에서 머리와 팔다리가 없는 남성의 몸통조각을 발견하고 경찰에 신고하였다. 16일 경찰은 최초 시신 발견 지점에서 약 3km 떨어진 한강에서 팔 조각을 추가로 발견하고 17일 시신의 것으로 추정되는 머리 조각을 추가로 발견하였다. 경찰의 수사에 압박을 느꼈던 장대호는 17일 오전에 경찰에 자수하였다.
경찰의 발표에 따르면 서울 구로구의 한 모텔 종업원이었던 장대호는 8일 오전 3시 경 모텔에 들어온 피해자가 자신에게 "숙박비가 얼마냐"는 반말을 듣고 화가 나 피해자와 말다툼을 벌였고, 피해자는 숙박비 4만원을 미리 지불하길 거부하였다. 그런 피해자를 장대호가 객실로 안내해 다툼은 끝나는 듯 했으나, 장대호는 피해자에 대한 분노를 참지 못하고 오전 9시 경 카운터에 있던 쇠망치를 챙겨 피해자의 객실 문을 열고 객실로 들어가 오함마로 피해자를 살해하였다. 이후 그는 범행 현장에서 시신을 훼손, 봉투에 담았고 와중에 다른 직원과의 교대를 하는 등의 모습도 보이며 사건 당일 모텔 내부를 비추는 CCTV 기록을 인멸하고 나흘 동안 본인의 숙소를 토끼며 시신을 관리하기까지 하였다. 장대호는 나흘이 지난 12일 오전 자전거를 이용해 여러 차례에 걸쳐 훼손한 시신을 한강에 유기하였다. 그리고 8월 20일 경찰은 피의자 신상을 공개하기로 결정하였다.

## 재판
2019년 11월 5일 의정부지방법원 고양지원 형사1부는 1심에서 장대호에게 무기징역을 선고하였고, 2020년 4월 16일 서울고등법원 형사3부도 항소심에서 무기징역을 선고하였다. 2020년 7월 29일 대법원은 원심과 같이 장대호에 대한 무기징역을 최종 확정하였다.
2021년 1월 26일, 헌법재판소는 장대호가 청구한 '피의자 신상 공개에 대한 위헌 확인 청구'에 대해 공개 행위가 이뤄진 시점이 1년을 지났다고 판단하여 이를 각하하였다.

## 논란
장대호가 경찰에 자수하러 서울지방경찰청을 찾아갔지만, 당직 경찰은 '종로경찰서로 가보라'고 돌려보내는 사건이 있었다. 이러한 경찰의 태도가 문제가 되자 잘못을 인정하고 재발 방지를 약속했으며, 자수하러 온 장대호를 돌려보낸 담당 경찰은 대기발령을 받았다.
장대호는 구속 전 영장실질심사를 마치고 나오는 길에도 피해자에 대해 "마지막으로 하고 싶은 말은 다음 생애에 또 그러면 너 또 죽는다"고 말하기도 했으며, 수사기관과 법원에서의 진술과 회고록, 편지 등을 통해 피해자를 살해 및 시신 훼손을 한 것에 대해 정당화하기도 하였다. 이후에도 연이어 정중부의 일화를 인용해 자신을 미화하기도 하고 구치소에서 범행일지를 작성하기도 하며 자신이 활동하던 일베에 편지를 보내어 피해자를 탓하는 등의 행동을 보이기도 하였다.
토막난 시신 외에 어떻게 살인했는지에 대한 증거가 장대호에 의해 인멸되었기에, 장대호의 진술만으로 피해자의 모습이 묘사되어 온라인상에서는 오히려 피해자를 탓하는 모습도 자주 나타나기도 했다.